# Pornic

Localització de Pornic

Pornic (en gal·ló Port-Nitz, en bretó Pornizh) és un municipi francès, situat a la regió de país del Loira, al departament de Loira Atlàntic, que històricament va formar part de la Bretanya. L'any 2006 tenia 13.681 habitants. Limita amb Arthon-en-Retz, La Bernerie-en-Retz, Les Moutiers-en-Retz, Bourgneuf-en-Retz, Saint-Hilaire-de-Chaléons, Chéméré, Chauvé, Saint-Père-en-Retz, Saint-Michel-Chef-Chef, La Plaine-sur-Mer i Préfailles. l'1 de març de 2006 el consell municipal va aprovar la carta Ya d'ar brezhoneg.

## Demografia
| Evolució de la població Ehess i INSEE |      |      |       |       |      |       |       |       |
| 1793                                  | 1800 | 1806 | 1821  | 1831  | 1836 | 1841  | 1846  | 1851  |
| 948                                   | 806  | 834  | 1 040 | 1 106 | -    | 1 324 | 1 505 | 1 497 |

| 1856  | 1861  | 1866  | 1872  | 1876  | 1881  | 1886  | 1891  | 1896  |
| ----- | ----- | ----- | ----- | ----- | ----- | ----- | ----- | ----- |
| 1 494 | 1 608 | 1 630 | 1 732 | 1 666 | 1 809 | 1 919 | 1 980 | 2 017 |

| 1901  | 1906  | 1911  | 1921  | 1926  | 1931  | 1936  | 1946  | 1954  |
| ----- | ----- | ----- | ----- | ----- | ----- | ----- | ----- | ----- |
| 2 034 | 2 004 | 2 101 | 1 957 | 2 001 | 1 910 | 2 015 | 2 358 | 2 460 |

| 1962  | 1968  | 1975  | 1982  | 1990  | 1999   | 2006 | 2011 | 2016 |
| ----- | ----- | ----- | ----- | ----- | ------ | ---- | ---- | ---- |
| 2 759 | 2 795 | 8 195 | 8 704 | 9 815 | 11 903 | -    | -    | -    |

| 2019 | - | - | - | - | - | - | - | - |
| ---- | - | - | - | - | - | - | - | - |
| -    | - | - | - | - | - | - | - | - |

## Administració
| Període   | Identitat        | Partit |
| --------- | ---------------- | ------ |
| 1985-1993 | Gilbert Pollono  |        |
| 1993-     | Philippe Boënnec | UMP    |

## Clima[1]
| Dades climàtiques a Pornic 1971/2000 des de 1958 rec | Dades climàtiques a Pornic 1971/2000 des de 1958 rec | Dades climàtiques a Pornic 1971/2000 des de 1958 rec | Dades climàtiques a Pornic 1971/2000 des de 1958 rec | Dades climàtiques a Pornic 1971/2000 des de 1958 rec | Dades climàtiques a Pornic 1971/2000 des de 1958 rec | Dades climàtiques a Pornic 1971/2000 des de 1958 rec | Dades climàtiques a Pornic 1971/2000 des de 1958 rec | Dades climàtiques a Pornic 1971/2000 des de 1958 rec | Dades climàtiques a Pornic 1971/2000 des de 1958 rec | Dades climàtiques a Pornic 1971/2000 des de 1958 rec | Dades climàtiques a Pornic 1971/2000 des de 1958 rec | Dades climàtiques a Pornic 1971/2000 des de 1958 rec | Dades climàtiques a Pornic 1971/2000 des de 1958 rec |
| Mes                                                  | gen                                                  | febr                                                 | març                                                 | abr                                                  | maig                                                 | juny                                                 | jul                                                  | ag                                                   | set                                                  | oct                                                  | nov                                                  | des                                                  | anual                                                |
| ---------------------------------------------------- | ---------------------------------------------------- | ---------------------------------------------------- | ---------------------------------------------------- | ---------------------------------------------------- | ---------------------------------------------------- | ---------------------------------------------------- | ---------------------------------------------------- | ---------------------------------------------------- | ---------------------------------------------------- | ---------------------------------------------------- | ---------------------------------------------------- | ---------------------------------------------------- | ---------------------------------------------------- |
| Màxima rècord °C (°F)                                | 16.1 (61)                                            | 18.8 (65.8)                                          | 25.3 (77.5)                                          | 28.4 (83.1)                                          | 32.5 (90.5)                                          | 37.3 (99.1)                                          | 37.5 (99.5)                                          | 38.1 (100.6)                                         | 33.8 (92.8)                                          | 30 (86)                                              | 20.8 (69.4)                                          | 16 (61)                                              | 38.1 (100.6)                                         |
| Màxima mitjana °C (°F)                               | 8.7 (47.7)                                           | 10 (50)                                              | 12.7 (54.9)                                          | 15 (59)                                              | 18.6 (65.5)                                          | 21.7 (71.1)                                          | 24.2 (75.6)                                          | 24.5 (76.1)                                          | 21.8 (71.2)                                          | 17.2 (63)                                            | 12.5 (54.5)                                          | 9.6 (49.3)                                           | 16.5 (61.7)                                          |
| Mitjana diària °C (°F)                               | 6.3 (43.3)                                           | 7 (45)                                               | 9.2 (48.6)                                           | 10.9 (51.6)                                          | 14.4 (57.9)                                          | 17.2 (63)                                            | 19.5 (67.1)                                          | 19.7 (67.5)                                          | 17.3 (63.1)                                          | 13.7 (56.7)                                          | 9.6 (49.3)                                           | 7.2 (45)                                             | 12.8 (55)                                            |
| Mínima mitjana °C (°F)                               | 3.8 (38.8)                                           | 3.9 (39)                                             | 5.5 (41.9)                                           | 6.8 (44.2)                                           | 10.2 (50.4)                                          | 12.8 (55)                                            | 14.8 (58.6)                                          | 14.8 (58.6)                                          | 12.8 (55)                                            | 10.1 (50.2)                                          | 6.6 (43.9)                                           | 4.8 (40.6)                                           | 9 (48)                                               |
| Mínima rècord °C (°F)                                | −10.5 (13.1)                                         | −11.2 (11.8)                                         | −6.8 (19.8)                                          | −3 (27)                                              | 2.5 (36.5)                                           | 5 (41)                                               | 7 (45)                                               | 7.5 (45.5)                                           | 3 (37)                                               | −0.6 (30.9)                                          | −5.5 (22.1)                                          | −8 (18)                                              | −11.2 (11.8)                                         |
| Precipitació mitjana mm (polzades)                   | 72 (2.83)                                            | 66.4 (2.614)                                         | 51 (2.01)                                            | 48.2 (1.898)                                         | 55.1 (2.169)                                         | 35.7 (1.406)                                         | 33.6 (1.323)                                         | 27.3 (1.075)                                         | 63.5 (2.5)                                           | 78.6 (3.094)                                         | 84.6 (3.331)                                         | 77.9 (3.067)                                         | 691.1 (27.209)                                       |
| Mitjana mensual d'hores de sol                       | 90.0                                                 | 130.0                                                | 180.0                                                | 230.0                                                | 250.0                                                | 290.0                                                | 260.0                                                | 250.0                                                | 220.0                                                | 140.0                                                | 110.0                                                | 100.0                                                | 2.250                                                |
|                                                      |                                                      |                                                      |                                                      |                                                      |                                                      |                                                      |                                                      |                                                      |                                                      |                                                      |                                                      |                                                      |                                                      |

## Galeria d'imatges

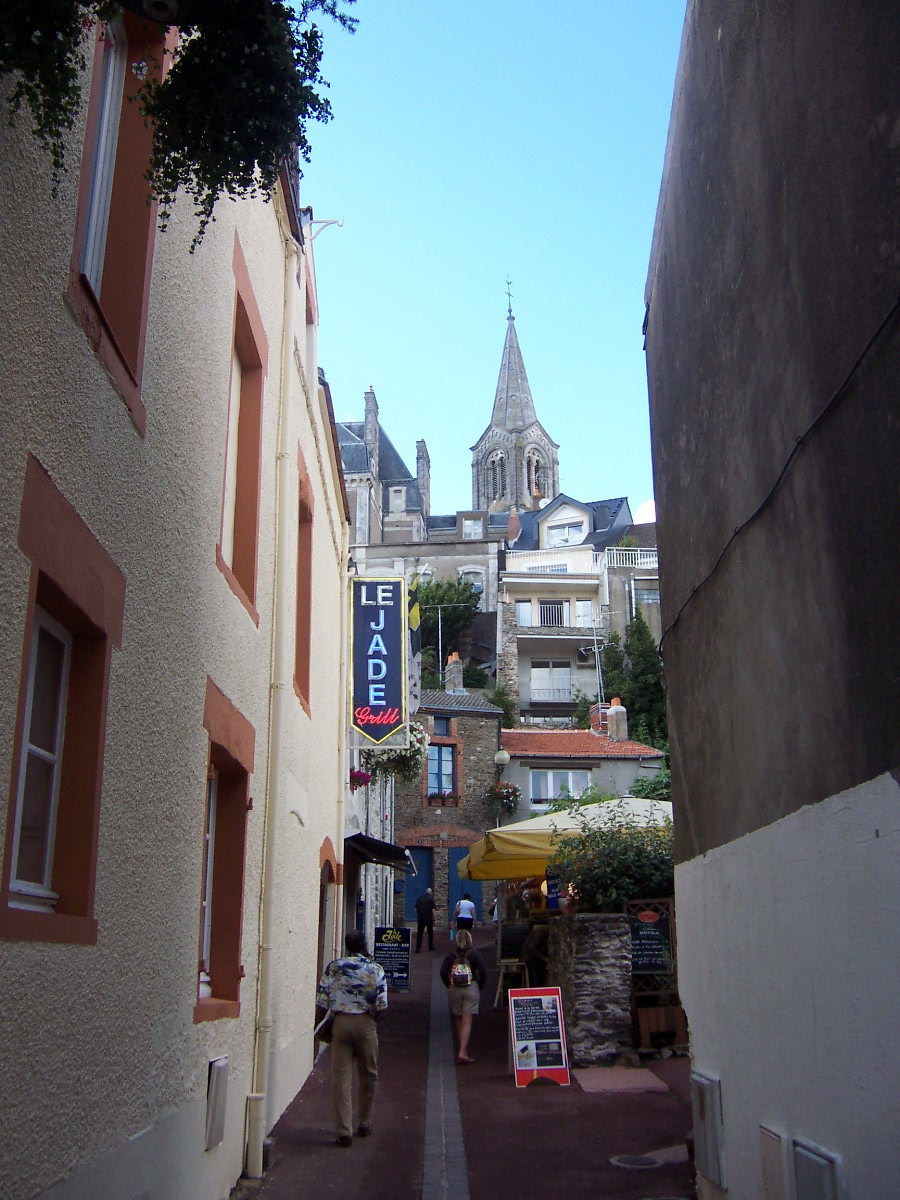
Petit carrer de Pornic
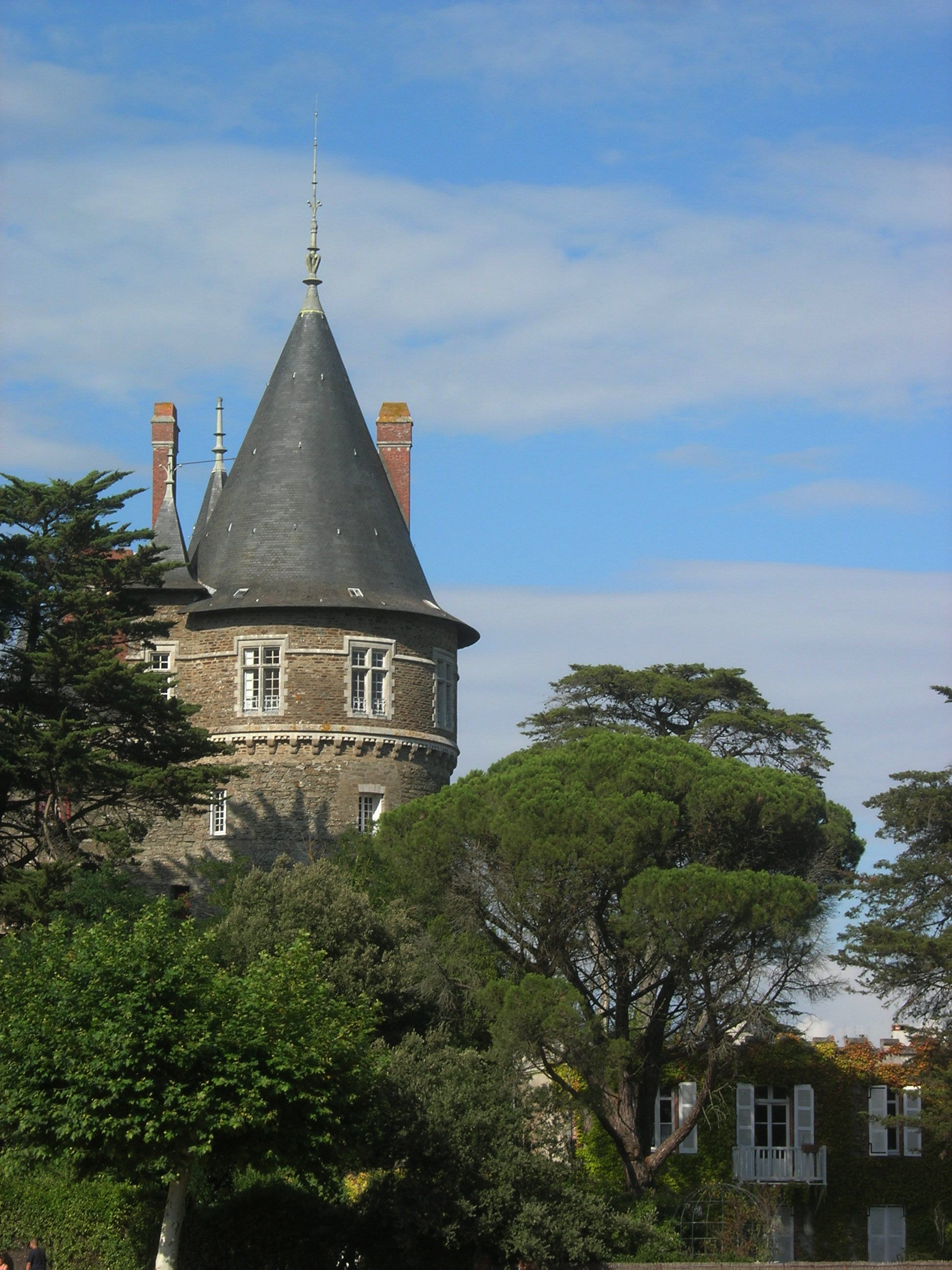
Castell
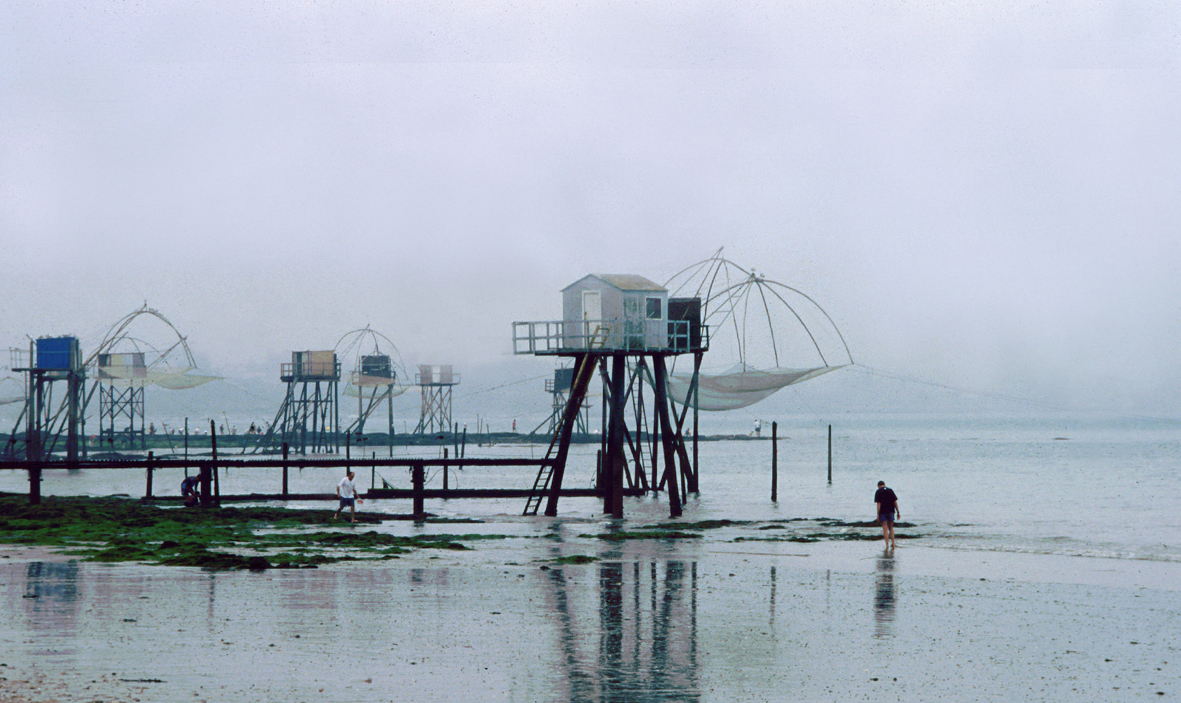
Port